# Союз за національний прогрес
Союз за національний прогрес (фр. Union pour le Progrès national, UPRONA) — націоналістична політична партія в Бурунді, що має найбільшу підтримку серед народності тутсі. Відіграла значну роль у здобутті країною незалежності.
Спочатку вона виникла як націоналістичний єдиний фронт на противагу бельгійському колоніальному правлінню, але згодом стала невід'ємною частиною однопартійної держави, створеної Мішелем Мічомберо після 1966 року. Домінували в ній представники етнічної групи тутсі, які відомі нетерпимістю до хуту. Партія UPRONA залишалася домінуючою силою в політиці Бурунді до останніх етапів громадянської війни. Сьогодні це незначна опозиційна партія.

## Історія
1966 року влада в партії перейшла до рук президента Мішеля Мічомберо та стала базою військового диктаторського режиму, що керував країною з 1966 до 1993 року. Після цього UPRONA програла вибори партії Мельхіора Ндадайє FRODEBU.
UPRONA бойкотувала загальні вибори 2010 року, вирішивши брати участь у наступних виборах, що відбудуться 2015.